# Christian Gottlieb Lorek
Christian Gottlieb Lorek (* 27. Juni 1788 in Conitz; † 29. Juni 1871 in Königsberg) war ein preußischer Gymnasiallehrer, Konrektor und Prorektor an der Burgschule Königsberg, der durch von ihm selbst gestochene und herausgegebene Kupferstich-Sammlungen zur Flora und Fauna Preußens hervorgetreten ist. Sein botanisches Autorenkürzel lautet „Lorek“.

## Leben
Christian Gottlieb Lorek promovierte 1812 zum Dr. phil. 1813 wurde er Konrektor an der Burgschule in Königsberg. Er beschäftigte sich mit Mathematik und den Naturwissenschaften, gab Unterricht im Zeichnen und erlernte das Kupferstechen. 1835 wurde er zum Prorektor ernannt, ab 1838 hatte er den Titel eines Professors inne. Seine Kupferstich-Sammlung Flora Prussica erschien in drei Auflagen. In der Altpreußischen Biographie wird Lorek „das Verdienst, die Kenntnis der Pflanzenwelt in weiten Kreisen Ost- und Westpreußens verbreitet u. die Botanik populär gemacht zu haben“ zugeschrieben. Die Kupferstiche der ersten und zweiten Auflage seiner Flora Prussica stammen alle von Lorek selbst. Lorek hatte auch eine Fauna Prussica begonnen, von der jedoch nur der erste Band erschienen ist. Wegen eines Augenleidens legte er 1850 sein Amt nieder.

## Werke
- Über den Zeichenunterricht auf höhern Schulen. Dalkowski, Königsberg 1839.
- Über Perspective. Dalkowski, Königsberg 1844.
- Flora Prussica. Abbildungen sämmtlicher bis jetzt aufgefundener Pflanzen Preussens. Königsberg, 1826–1830 (1. Auflage erschien in Lieferungen)
  - 2., vermehrte Ausgabe: Gräfe & Unzer, Königsberg 1837.
  - 3., verbesserte und vermehrte Ausgabe: Verlag der Universitäts-Buchhandlung, Königsberg 1848. Digitalisat: urn:nbn:de:hebis:30:4-61929
- Fauna Prussica. Abbildungen der Säugethiere, Vögel, Amphibien und Fische Preussens. Selbstverlag / Gräfe & Unzer, Königsberg 1834–1837. Digitalisat: urn:nbn:de:hbz:6:1-227040